# Shakespeare in the Park (New York)
Shakespeare in the Park (ou Free Shakespeare in the Park) est un programme théâtral qui met en scène des productions de pièces shakespeariennes au Delacorte Theatre, un théâtre en plein air situé dans Central Park à New York. Le théâtre et les productions sont gérés par le Théâtre Public et les billets sont distribués gratuitement le jour de la représentation. Initialement baptisée New York Shakespeare Festival (NYSF) sous la direction de Joseph Papp, l'institution a été rebaptisée en 2002 dans le cadre d'une réorganisation plus large du Public Theatre.

## Histoire
Le festival a été conçu à l'origine par le réalisateur-producteur Joseph Papp en 1954. Papp a commencé par une série d'ateliers Shakespeare, puis est passé à des productions gratuites dans le Lower East Side. Finalement, les pièces ont été déplacées sur une pelouse devant Turtle Pond à Central Park. En 1959, le commissaire aux parcs, Robert Moses, a exigé que Papp et sa compagnie facturent des frais pour les représentations afin de couvrir le coût de « l'érosion de l'herbe ». Une bataille judiciaire s’ensuit. Papp a continué à combattre Moïse, gagnant son respect durable et la citation "Eh bien, construisons un théâtre à ce salaud". À la suite de cela, Moses demanda des fonds à la ville pour la construction d'un amphithéâtre dans le parc. En 1961, le Théâtre Delacorte est construit. La première représentation organisée au théâtre en 1962 fut Le Marchand de Venise de Shakespeare, avec George C. Scott et James Earl Jones.

## Description

### Emplacement et attrait

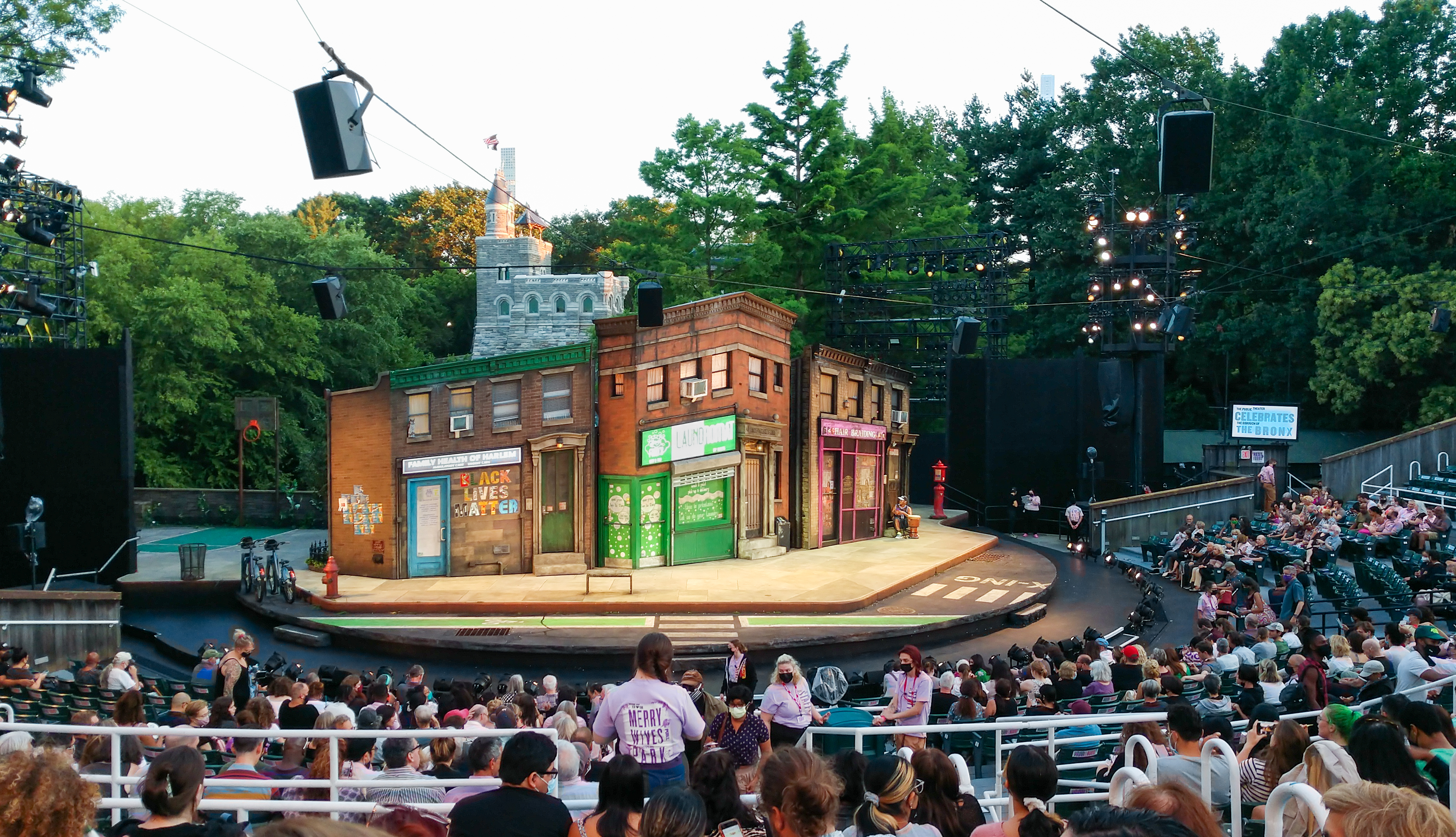
Shakespeare in the Park en juillet 2021.

Le Théâtre Delacorte est un amphithéâtre en plein air situé à l'angle sud-ouest de la Grande Pelouse de Central Park, le plus proche de l'entrée de la 81e rue et de Central Park West. Il a été construit en 1961 et porte le nom de George T. Delacorte Jr., qui a fait don d'argent pour sa création. Le château du Belvédère et l'étang aux tortues servent de décor aux spectacles du Delacorte. Comme les spectacles au Delacorte commencent en début de soirée, les spectacles commencent généralement à la lumière du jour ; Au fur et à mesure que la pièce avance, le soleil se couche et le public est entraîné dans l'action illuminée de la scène. Depuis 1962, le public a le privilège de son usage exclusif.

### Distribution des billets
Les billets pour Shakespeare in the Park sont gratuits et les billets pour une représentation donnée sont distribués le jour même selon différentes modalités :
- Distribution à Central Park – Jusqu'à deux billets par personne sont distribués à l'extérieur du Théâtre Delacorte. La file d'attente pour les billets se forme à l'ouverture du parc à 6 heures du matin et s'allonge jusqu'à la distribution des billets à midi. Une ligne distincte est disponible pour les personnes âgées de 65 ans et plus munies d'une pièce d'identité valide. La ligne ADA Accessible est destinée aux clients handicapés et peut être rejointe en s'enregistrant auprès du personnel de la billetterie le matin d'un spectacle qui fournira, selon la disponibilité, des billets dans des endroits adaptés aux différents besoins individuels.
- Loterie du centre-ville – Un nombre limité de bons pour le spectacle de cette soirée sont distribués par le biais d'une loterie en personne au Théâtre public. Les inscriptions à la loterie sont acceptées entre 11 h et 12 h et les gagnants sont tirés au sort jusqu'à épuisement des stocks.
- Distribution dans les arrondissements – Un nombre limité de bons pour des représentations spécifiques sont distribués dans des lieux répartis dans les cinq arrondissements de la ville de New York certains jours pendant le déroulement d'une production. Chaque personne faisant la queue a droit à deux bons et chaque bon donne droit à un billet pour le spectacle de la soirée. Les bons doivent être échangés contre des billets à la billetterie du Théâtre Delacorte le jour même à partir de 17h00 jusqu'à 19h30. Les billets ne peuvent pas être échangés en cas de pluie, ce qui est une possibilité. Une représentation ne sera jamais annulée avant l’heure de début prévue et pourra se poursuivre sous la pluie si elle est jugée sécuritaire par le personnel de production. Les places tardives sont à la discrétion de la direction et ne peuvent être accordées que 30 à 40 minutes après le début du spectacle[5].
- TodayTix – En 2015, le public a présenté son partenariat avec l'application TodayTix[6]. Les utilisateurs de l'application peuvent se connecter et postuler à la loterie virtuelle pour l'émission du jour. Les gagnants sont avertis entre 12h et 14h30.

Shakespeare in the Park propose également des spectacles spécifiques tout au long de l'été pour les clients malentendants et/ou malvoyants, notamment des spectacles interprétés en langue des signes, des spectacles avec description audio et des spectacles sous-titrés.

### Productions
Chaque été depuis l'ouverture du Delacorte a vu entre une et trois œuvres produites, deux œuvres étant la norme depuis 1973. Les pièces de Shakespeare représentent environ les quatre cinquièmes des œuvres produites et, à l'exception de 1977 et 1980, la production de chaque été up a inclus au moins une œuvre de Shakespeare (ou, dans le cas de 1970, une œuvre adaptée de Shakespeare). Les productions ne relevant pas de l'œuvre de Shakespeare comprennent des pièces de théâtre telles que La Mouette d'Anton Tchekhov et Peer Gynt de Henrik Ibsen et des comédies musicales telles que Sur la ville, Dans les bois, Deux messieurs de Vérone, Le Mystère d'Edwin Drood et Hercules de Disney, ces trois derniers ayant réalisé leurs débuts mondiaux au Delacorte.
La production de Jules César de 2017, dirigée par le directeur artistique de Public, Oskar Eustis, a attisé la controverse en créant d'importantes similitudes visuelles et comportementales entre le César de la production et le président américain récemment investi Donald Trump. Bien que la pièce soit largement considérée comme une mise en garde contre la violence politique, des militants de droite se sont opposés à ce qu'ils ont qualifié de meurtre d'un remplaçant de Trump et ont interrompu deux représentations. Bank of America et Delta ont retiré leur parrainage de la production ; Bank of America a repris son parrainage de Shakespeare in the Park la saison suivante, et JetBlue a remplacé Delta.
En raison des effets de la pandémie de COVID-19, la saison 2020 a été annulée ; un déficit budgétaire de 20 millions de dollars était prévu.

### Financement
Le Théâtre Public dépend fortement de donateurs privés. En 2005, la compagnie de théâtre faisait partie des 406 institutions artistiques et sociales de la ville de New York à recevoir une partie d'une subvention de 20 millions de dollars de la Carnegie Corporation, rendue possible grâce à un don du maire de l'époque, Michael Bloomberg.

## Popularité et appréciations
De nombreuses pièces du festival d'été ont été jouées à Broadway, notamment la mise en scène de Wilford Leach de Le Mystère d'Edwin Drood de la saison 1984-1985 et La Tempête de la saison 1995-1996. Le festival a également attiré de nombreux acteurs de renom, tels que Meryl Streep, Morgan Freeman, Martin Sheen et Al Pacino – ces deux derniers étant apparus dans le rôle de Brutus et Marc Antony dans une production historique en toge de Jules César, mise en scène par Stuart Vaughan en 1987, lors de la première édition du Shakespeare Marathon de la NYSF. Depuis sa création, le festival est devenu populaire auprès des New-Yorkais et des visiteurs de la ville, et bien que le Théâtre Delacorte dispose de 1 872 places, les spectateurs potentiels peuvent s'attendre à faire la queue pendant des heures avant la distribution des billets en début d'après-midi. Environ 80 000 personnes assistent chaque année à Shakespeare in the Park.

## Partenariat d'autres théâtres
Au fil des années, le New York Shakespeare Festival a soutenu d'autres compagnies de théâtre à travers New York, contribuant ainsi à favoriser la croissance du Off-Broadway, ainsi que des programmes et projets théâtraux spécifiques. Parmi ces compagnies qui ont retenu du NYSF pendant les périodes critiques de leur développement figurait le Theatre for a New Audience. Le Theatre for a New Audience a développé un certain nombre de productions parrainées par la NYSF, notamment A Midsummer Nights Dream, présentée au Anspacher Theatre, et grâce à ce parrainage, la compagnie a pu se développer et élargir sa portée auprès de nouveaux publics. Une autre de ces sociétés était la Riverside Shakespeare Company.
Le Festival, sous la direction de Papp, a parrainé plusieurs productions de la Riverside Shakespeare Company à un stade critique de son développement, en commençant par la première production new-yorkaise de Riverside d'Edouard II de Brecht en 1982 au Shakespeare Center dans l 'Upper West Side (dédiée par Joseph Papp en 1982), suivies de visites des parcs Equity de Shakespeare gratuites dans les cinq arrondissements de New York, tout comme le NYSF l'avait fait pendant des années auparavant. La tournée des parcs d'été de la Riverside Shakespeare Company de Free Shakespeare, parrainée par la NYSF, a commencé avec A Comedy of Errors en 1982, suivi de The Merry Wives of Windsor, mettant en vedette Anna Deavere Smith lors de ses débuts sur scène à New York dans le rôle de Mistress Quickly, Romeo and Juliet et The Taming of the Shrew. Au cours de la période de soutien de la NYSF, la Riverside Shakespeare Company s'est considérablement développée, proposant pour la première fois le projet Shakespeare en 1983 et servant un large éventail de publics dans les cinq arrondissements.